# Vieux-Boulogne
Vieux-Boulogne (ook bekend als Sablé du Boulonnais) is een ongeperste Franse kaas van ongepasteuriseerde koemelk die in het departement Pas-de-Calais gemaakt wordt in de omgeving van Boulogne-sur-Mer.
De kaas is vierkant, meet circa 11 centimeter overdwars en 4 centimeter hoog. Ze weegt doorgaans circa 500 gram. De kaas blijft ongezouten en wordt tijdens de productie gewassen in bier.
Vieux-Boulogne is vooral beroemd vanwege zijn sterke geur. In november 2004 werd de Vieux-Boulogne door onderzoekers aan de Cranfield Universiteit uitgeroepen tot de sterkst ruikende kaas uit een groep van 15 Franse en Britse kazen. Een vervolgonderzoek met een elektronische neus in maart 2007 bevestigde de status van de Vieux-Boulogne als 's werelds meest ruikende kaas. De kaas dankt haar sterke geur aan de reactie tussen het bier en enzymen in de kaas zelf.